# Aleksander Kaszkiewicz

Bischofswappen von Aleksander Kaszkiewicz

Aleksander Kaszkiewicz (belarussisch Аляксандр Кашкевіч, russisch Александр Кашкевич; * 23. September 1949 in Eišiškės, Litauische SSR) ist ein belarussischer römisch-katholischer Geistlicher und emeritierter Bischof von Hrodna.

## Leben
Aleksander Kaszkiewicz empfing am 30. Mai 1976 die Priesterweihe.
Papst Johannes Paul II. ernannte ihn am 13. April 1991 zum Bischof von Hrodna. Der Apostolische Administrator des europäischen Russlands, Tadeusz Kondrusiewicz, spendete ihm am 23. Mai desselben Jahres die Bischofsweihe; Mitkonsekratoren waren Edward Kisiel, Apostolischer Administrator von Białystok, und Juozas Preikšas, Apostolischer Administrator von Panevėžys. Als Wahlspruch wählte er Jesu in te confido (Jesus, auf dich vertraue ich).
Von 2006 bis zum Juni 2015 war er Vorsitzender der Belarussischen Bischofskonferenz.
Am 30. September 2024 nahm Papst Franziskus das altersbedingte Rücktrittsgesuch von Aleksander Kaszkiewicz an.